# 光福寺 (久留米市)
光福寺（こうふくじ）は、福岡県久留米市北野町稲数に在所する真宗大谷派の仏教寺院。
関ヶ原の戦い（1600年）の終了後、西軍方の武将、立花宗茂の家臣宗義が筑後久留米に創建。現在の住職は立花幹夫（14世）である。